# Герра, Алехандро
Алехандро Абрахам Герра Моралес (исп. Alejandro Abraham Guerra Morales; родился 9 июля 1985 года в Каракас, Венесуэла) — венесуэльский футболист, игравший на позиции полузащитника. Выступал за сборную Венесуэлы.

## Клубная карьера
Герра начал карьеру в клубе «Каракас». Он помог клубу пять раз выиграть венесуэльскую Примеру и завоевать Кубок Венесуэлы. В 2010 году Алехандро перешёл в «Депортиво Ансоатеги». 8 августа в матче против «Депортиво Петаре» он дебютировал за новую команду. В этом же поединке Герра забил свой первый гол за клуб. Алехандро стал лучшим бомбардиром команды с 16 мячами по итогам и перешёл в «Минерос Гуаяна». 14 августа 2011 года в матче против «Депортиво Ла Гуайра» он дебютировал за новую команду. 25 сентября в поединке против «Льянерос» Герра сделал дубль забив свои первые голы за «Минерос».
Летом 2014 года на правах аренды Алехандро перешёл в колумбийский «Атлетико Насьональ». 28 июля в матче против «Депортиво Кали» он дебютировал в Кубке Мустанга. 22 сентября в поединке против «Униаутонома» Герра забил свой первый гол за команду. В этом же сезоне Алехандро стал чемпионом Колумбии.
5 февраля в матче Кубка Либертадорес против эквадорской «Барселоны» Герра забил гол. В 2016 году Алехандро стал первым в истории венесуэльцем-обладателем Кубка Либертадорес. В начале 2017 года Герра перешёл в бразильский «Палмейрас». 12 февраля в матче Лиги Паулиста против «Итуано» он дебютировал за основной состав. 11 марта в поединке лиги против «Сан-Паулу» Алехандро забил свой первый гол за «Палмейрас». 14 мая в матче против «Васко да Гама» он дебютировал в бразильской Серии A.

## Международная карьера
5 мая 2006 года в товарищеском матче против сборной Мексики Герра дебютировал за сборную Венесуэлы. 14 января 2007 года в поединке против сборной Швеции он забил свой первый гол за национальную команду.
В том же году Герра попал в заявку на участие в домашнем Кубке Америки. На турнире он сыграл в матчах против сборных Боливии и дважды Уругвая.
В 2015 году Герра попал в заявку на участие в Кубке Америки в Чили. На турнире он сыграл в матчах против сборных Колумбии, Перу и Бразилии.
В 2016 году Герра в третий раз принял участие в Кубке Америки в США. На турнире он сыграл в матчах против команд Ямайки, Уругвая, Мексики и Аргентины.

### Голы за сборную Венесуэлы
| #   | Дата            | Место                                          | Противник | Счёт | Результат | Соревнование                     |
| --- | --------------- | ---------------------------------------------- | --------- | ---- | --------- | -------------------------------- |
| 01. | 14 января 2007  | Хосе Паченчо Ромеро, Маракайбо, Венесуэла      | Швеция    | 1:0  | 2:0       | Товарищеский матч                |
| 02. | 8 сентября 2007 | Полидепортиво Качамай, Пуэрто-Ордас, Венесуэла | Парагвай  | 3:2  | 3:2       | Товарищеский матч                |
| 03. | 20 ноября 2009  | Пуэбло Нуэво, Сан-Кристобаль, Венесуэла        | Боливия   | 3:3  | 5:3       | Чемпионат мира 2010 квалификация |
| 04. | 11 июня 2011    | Сэм Бойд, Лас-Вегас, США                       | Мексика   | 0:1  | 0:3       | Товарищеский матч                |

## Достижения
Командные
 «Каракас»
- Чемпионат Венесуэлы по футболу — 2003/2004
- Чемпионат Венесуэлы по футболу — 2005/2006
- Чемпионат Венесуэлы по футболу — 2006/2007
- Чемпионат Венесуэлы по футболу — 2008/2009
- Чемпионат Венесуэлы по футболу — 2009/2010
- Обладатель Кубка Венесуэлы — 2009

 «Атлетико Насьональ»
- Чемпионат Колумбии по футболу — Апертура 2014
- Обладатель Кубка Либертадорес — 2016